# 洱海四须鲃
洱海四须鲃（学名：Barbodes daliensis）为鲤科四须鲃属的鱼类，俗名镖鱼、青脊梁，是中国的特有物种。分布于洱海等，一般栖息于近岸水草较多的水体。该物种的模式产地在云南。

## 扩展阅读
維基物種上的相關：洱海四须鲃